# Hugo Zaccaria
Hugo Zaccaria (16. dubna 1865 Benátky – 23. února 1941 Záhřeb) byl rakousko-uherský admirál. Jako absolvent námořní akademie sloužil u c. k. námořnictva od roku 1882, vystřídal službu na různých lodích i ve válečných přístavech, působil také jako úředník v námořní sekci na ministerstvu války. Za první světové války byl velitelem přístavu v Šibeniku a v roce 1918 dosáhl hodnosti viceadmirála.

## Biografie

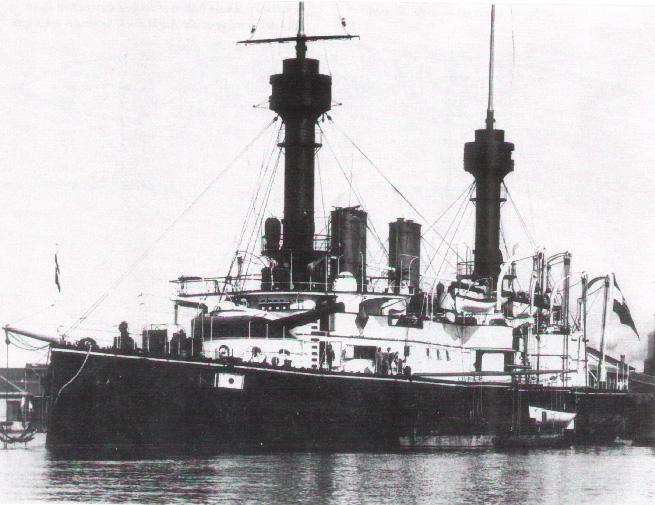
SMS Kaiserin und Königin Maria Theresia, vlajková loď admirála Huga Zaccarii v letech 1910–1911

Pocházel z rodiny slovinského původu s tradiční službou v rakouském obchodním a válečnén námořnictvu (původní jméno Zakarija). Byl synem kapitána řadové lodi Gustava Zaccarii (1816–1897) a synovcem kontradmirála Josefa Zaccarii (1823–1885). Studoval čtyři roky na gymnáziu v Rijece a v letech 1878–1882 získal další průpravu na C. k. námořní akademii v Rijece. K námořnictvu nastoupil v roce 1882 jako kadet a v letech 1882–1883 na lodi SMS Erzherzog Friedrich absolvoval cestu kolem světa, další plavbu na Dálný východ vykonal v letech 1886–1888 na korvetě SMS Aurora. Mezitím získal hodnost praporčíka (1887) a po návratu z východní Asie byl přidělen k jednotkám námořní pěchoty a velení pevnosti v Pule. V roce 1893 byl povýšen na poručíka II. třídy a kromě služby na různých lodích působil nadále u námořní základny v Pule. Jako poručík I. třídy (1897) sloužil na výcvikové lodi SMS Radetzky (1897–1899) a ve funkci pobočníka velitele námořního arzenálu v Pule (1900–1902). V dalších letech byl prvním důstojníkem na bitevních lodích SMS Aspern a SMS Tiger.
Ke dni 1. května 1906 byl povýšen na korvetního kapitána a na vlajkové lodi SMS Monarch se stal šéfem štábu eskadry. V letech 1908–1910 působil v námořní sekci na ministerstvu války jako přednosta II. oddělení a mezitím získal hodnost fregatního kapitána (1. ledna 1909). Poté byl velitelem bitevní lodi SMS Kaiserin und Königin Maria Theresia (1910–1911) a v roce 1911 byl několik měsíců velitelem pancéřového křižníku SMS Sankt Georg, který v té době patřil k nejmodernějším válečným plavidlům v Evropě. V letech 1911–1913 byl velitelem výcvikové lodi SMS Schwarzenberg a v dubnu 1913 byl jmenován velitelem křižníku SMS Erzherzog Franz Ferdinand, vlajkové lodi I. eskadry.
Dne 1. ledna 1914 získal hodnost kontradmirála, v té době byl zástupcem velitele arzenálu v Pule. Na jaře 1914 byl přeložen k námořnímu sborovému velitelství v Pule a v březnu 1914 se stal velitelem námořní základny v Šibeniku. V této funkci setrval i po dobu první světové války, kdy byl zároveň přidělen k vrchnímu velení pro oblast Přímoří. V červenci 1917 byl znovu přeložen k námořnímu sborovému velitelství v Pule bez bližšího zařazení. Ke dni 1. listopadu 1917 odešel do výslužby, ale mimo aktivní službu ještě dosáhl hodnosti viceadmirála (27. února 1918).
V roce 1891 se oženil s Antonií Ebersbergovou (1866–1937), z manželství se narodili dva synové a dvě dcery. Starší syn Ernst (1892–1915) zahynul za první světové války jako poručík na ponorce U 12. Mladší syn Leo (1899–1945) byl v meziválečném období kapitánem řadové lodi jugoslávského královského námořnictva a v roce 1945 byl zavražděn partyzány. 

## Tituly a ocenění
Během služby u námořnictva se stal nositelem řady vyznamenání v Rakousku-Uhersku i v zahraničí, za první světové války získal také čestné občanství v Šibeniku, kde tehdy sloužil jako velitel přístavu (1916). 

### Rakousko-Uhersko
- Jubilejní pamětní medaile (1898)
- Služební odznak pro důstojníky III. třídy (1907)
- Vojenský jubilejní kříž (1908)
- Vojenský záslužný kříž (1908)
- Mobilizační kříž (1913)
- Řád železné koruny III. třídy s válečnou dekorací (1916)
- Vyznamenání za zásluhy o Červený kříž s válečnou dekorací (1916)
- Služební odznak pro důstojníky II. třídy (1917)
- rytířský kříž Leopoldova řádu (1917)

### Zahraničí
- Řád červené orlice III. třídy (1909, Německo)
- Řád Medžidie II. třídy (1911, Osmanská říše)
- Železný kříž II. třídy (1916, Německo)